# Henry J
O Henry J é um automóvel americano fabricado pela Kaiser-Frazer e nomeado com o nome de seu presidente, Henry J. Kaiser. A produção de modelos de seis cilindros começou em sua fábrica Willow Run em Michigan em julho de 1950, e a produção de quatro cilindros começou logo após o Labor Day de 1950. A apresentação pública oficial foi em 28 de setembro de 1950. O carro foi comercializado até 1954.[carece de fontes?]